# Global Commission on Drug Policy
The Global Commission on Drug Policy (GCDP), grundad 2011, är en panel bestående av 22 personer som vill belysa att kriget mot drogerna är ett misslyckande. Efter fyra decennier av bekämpningen mot droger har fått katastrofala följder för enskilda individer samt samhället. 
Panelen föreslår vidare:  
- Att det blir ett slut på kriminaliseringen och stigmatiseringen av personer som nyttjar droger men som inte skadar andra
- Att regeringar uppmuntras att testa legalisering av droger, i första hand marijuana.
- Att kampanjer som riktar sig till unga med budskapen "säg nej till droger" eller "nolltolerans mot droger" slopas, i stället bör andra utbildningsmetoder användas. [1][2]

## Medlemmar
GCDP panel består av följande: 
- Aleksander Kwaśniewski (Polen), Polens tidigare president.
- Asma Jahangir (Pakistan), människorättsaktivist.
- Carlos Fuentes (Mexiko), författare och opinionsbildare (dog 15 maj 2012).
- César Gaviria (Colombia), Colombias tidigare president.
- Ernesto Zedillo (Mexiko), Mexikos tidigare president.
- Fernando Henrique Cardoso (Brasilien), Brasiliens tidigare president.
- George Papandreou (Grekland), Grekelands tidigare president.
- George P. Shultz (USA), USA:s tidigare utrikesminister.
- Javier Solana (Spanien), tidigare chef för Europeiska unionens höga representant för utrikes frågor och säkerhetspolitik.
- John C. Whitehead (USA), bankman, tjänsteman och ordförande World Trade Center Memorial.
- Jorge Sampaio (Portugal), Portugals tidigare president.
- Kofi Annan (Ghana), FN:s tidigare generalsekreterare.
- Louise Arbour (Kanada), tidigare arbetat på Kontoret för FN:s högkommissarie för mänskliga rättigheter samt International Crisis Group.
- Maria Cattaui (Schweiz), medlem i Petroplus Holdings; tidigare generalsekreterare International Chamber of Commerce.
- Marion Caspers-Merk (Tyskland), tidigare statssekreterare Bundesministerium für Gesundheit (Tyskland).
- Mario Vargas Llosa (Peru), författare, debattör, opinionsbildare och Nobelprisvinnare i litteratur.
- Michel Kazatchkine (Frankrike), FN:s generalsekreterare för frågor angående HIV/AIDS i Österuropa och Centralasien samt tidigare verkställande direktör för Global Fund to Fight AIDS, Tuberculosis and Malaria.
- Paul Volcker (USA), tidigare ordförande för the Federal Reserve and of the Economic Recovery Advisory Board.
- Ricardo Lagos (Chile) tidigare president i Chile.
- Richard Branson (Storbritannien), entreprenör och grundare för Virgin Group samt en av grundarna till The Elders.
- Ruth Dreifuss (Schweiz), tidigare president för Schweiz.
- Thorvald Stoltenberg (Norge), tidigare utrikesminister i Norge samt arbetat vid FN:s flyktingkommissariat.